# Fourbi
Fourbi è un film del 1996 diretto da Alain Tanner.